# Adoxotoma
Adoxotoma là một chi nhện trong họ Salticidae.

## Các loài
Chi này có các loài:
- Adoxotoma bargo Żabka, 2001
- Adoxotoma chionopogon Simon, 1909
- Adoxotoma embolica Gardzińska & Żabka, 2010
- Adoxotoma forsteri Żabka, 2004
- Adoxotoma hannae Żabka, 2001
- Adoxotoma justyniae Żabka, 2001
- Adoxotoma nigroolivacea Simon, 1909
- Adoxotoma nitida Gardzińska & Żabka, 2010
- Adoxotoma nodosa (L. Koch, 1879)
- Adoxotoma sexmaculata Gardzińska & Żabka, 2010